# Mario Garba
Mario Garba (Sisak, 13 februari 1977) is een Kroatisch voetballer.